# 658型核潜艇
H级核动力弹道导弹潜艇（北约代号：Hotel class，另翻译为：“旅馆级”）是苏联第一级核动力弹道导弹潜艇。H级由苏联第一级核潜艇N级发展而来，由红宝石设计局设计。

## 设计过程
1956年8月26日，苏联政府就下发了“658计划”的任务书，任务书要求用核动力的潜艇装载弹道导弹。这个任务书经过当时相关部门的商议之后，决定658计划在627计划（N级核潜艇的研究计划）的研究末期开始，但具体开始的年份以目前公开的资料无法考证。1959年10月首艇入役时，美国乔治·华盛顿号弹道导弹核潜艇下水服役之后的表现深深刺激了苏联。当时苏联政府感受到了自己随时将会受到来自大海的核打击，这种威慑力量相当强大。与此同时，随着N级潜艇的下水服役成功，在N级设计末期就开始的H级的研制也随着N级潜艇的技术突破而突破。
H级的设计几乎就是N级核潜艇与G级潜艇的“合体版”。H级外壳除了舰桥和艇首以外，大部分都几乎是N级潜艇的翻版。而舰桥部分则加装了与G-1级相同的Д-2型导弹发射系统以及3枚R-13弹道导弹。潜艇内部的动力系统完全使用N级的动力系统，但水下极速却仅为26节，并且是全功率输出。这与N级60%功率输出23.3节，理论最大30节的速度要慢了一些。由于潜艇需要在水上发射，所以艇首没有使用“鱼雷弹头”型，而是采用了水面船只样式的艇首。舱室部分除了第VI舱改为导弹舱以外，其余9个舱与N级完全相同，不过658型的隔舱壁是平面的，而627型则是球形的。
658型是苏联第一型铺设消声瓦的潜艇，这使得K-19潜艇下水时砸的香槟瓶没有破裂，从而被很多人认为是这个潜艇“多事”的“凶兆”。但从实际上来说，由于当时苏联消声瓦铺设技术并不成熟，造成很多潜艇的消声瓦在服役时造成一定脱落。
尽管H级对于当时苏联来说是一个海军核威慑力量的飞跃，但不得不说的是，相比于乔治·华盛顿级核潜艇，H级的各种改装型号仍明显处于劣势。

## 改装

### 658M型（H-2级）
由于658原型潜艇只携带了3发导弹，导弹射程不仅很近（560千米），而且必须要水面发射。每一次发射导弹，从潜艇上浮后就位后发射三枚导弹需要12分钟，而实战中这12分钟则让H级潜艇随时面临敌方反潜部队轻易得手的攻击。而且由于R-13导弹的液体燃料必须要在发射之前灌注，这无疑增大了潜艇和导弹的维护难度以及潜艇的危险程度。综上原因，苏联在1958年开始研制D-4导弹发射系统，可以发射R-21型导弹（SS-N-5“塞尔维亚人”），这种导弹可以在水下16米深处发射导弹，射程也提高到了1200千米，圆概率误差也从R-13的4千米降低到了1.3千米。
1965年至1970年，除了K-145的其它7艘658原型潜艇在大修期间改装成了658M型，这批潜艇也是苏联第一批有可能对于美国进行纵深核打击的潜艇部队。

### 701型（H-3级）
尽管658M型潜艇达到了潜射导弹的能力，但是当时与美国相比潜艇导弹劣势依然明显。1969年至1970年期间，苏联决定将K-145艇改为701型。701型的最大改动是加装3个导弹发射筒并将R-21导弹换装为6发R-29型导弹。R-29型导弹相比于R-21导弹在射程上有很大的飞跃，达到了7000千米左右的射程。由于R-29导弹比R-21导弹规格要大，使得潜艇的导弹发射筒只能列为一排，从而701型的长度比627(M)型增长了13米达到130米，排水量增加到水面5500吨水下6400吨，航速减低到水面18节水下22节。1976年K-145改装测试完成重新入役。
701型仅有1艘（K-145），这艘艇所装备的R-29型导弹也成功装配到了杨基级核潜艇上。

## 同型艇

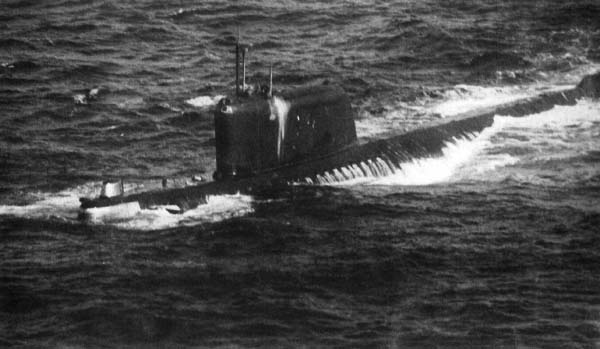
被西方戏谑为“寡妇制造者”的K-19艇

| 舷号  | 开工时间       | 服役时间／退役时间     | 服役舰队             |
| ----- | -------------- | ---------------------- | -------------------- |
| K-19  | 1958年10月17日 | 1960年11月12日／1991年 | 北方舰队             |
| K-33  | 1959年2月9日   | 1960年12月24日/1991年  | 北方舰队             |
| K-55  | 1959年8月5日   | 1960年12月27日/1989年  | 北方舰队／太平洋舰队 |
| K-40  | 1959年12月6日  | 1961年12月27日/1987年  | 北方舰队             |
| K-16  | 1960年5月5日   | 1961年12月28日/1987年  | 北方舰队             |
| K-145 | 1961年1月21日  | 1962年10月31日/1989年  | 北方舰队             |
| K-149 | 1961年4月12日  | 1962年10月27日/1991年  | 北方舰队             |
| K-178 | 1961年9月11日  | 1962年12月8日/1990年   | 北方舰队／太平洋舰队 |

## 大众文化中的H级核潜艇
由于H级首舰事故频繁，被西方戏疟为“寡妇制造者”（Widowmaker）。2002年，美国以K-19艇上的一次灾难为题材拍摄了电影。